# 张佛千
张佛千（1907年—2004年7月26日），本名张应瑞，台湾制楹联名家，安徽省廬江縣人。畢業於上海公學、大夏大學，後分別在北京、上海創辦《老實話》旬刊和《十日》雜誌。1937年在蘇州主持《陣中日報》。曾任中国国民党总政治部设计委员、国民政府国防部新闻局三处处长、陆军训练司令部政治部主任、陆军总司令部政治部主任、台湾防卫司令部政治部主任等职，中國國民革命軍少將。
1955年，因孙立人之案申请退役；先后在世新大学、文化大学、铭传大学与淡江大学等校任教，讲授新闻文学，並受王惕吾邀請擔任《聯合報》顧問。因擅长撰联而有“台湾联圣”之美誉。
1996年獲榮譽文藝獎章之文學獎。
2004年7月26日，因心肺衰竭在台北荣民总医院逝世，享壽97歲。